# (12683) 1983 RP3
(12683) 1983 RP3 là một tiểu hành tinh vành đai chính. Nó được phát hiện bởi Henri Debehogne ở Đài thiên văn La Silla ở Chile ngày 2 tháng 9 năm 1983.